# 강석진 (수학자)
강석진(姜錫眞, 1961년 9월 9일 ~ )은 대한민국의 수학자이다. 성범죄 사건으로 교수직에서 파면되었다.
그는 주로 리 대수의 호몰로지 이론을 써서 카츠-무디 대수의 근의 중복도를 구하는 연구 및 수리물리학에서의 양자군의 표현론 문제에 대한 연구로 알려져 있다.

## 학력
- 홍익대학교 사범대학 부속고등학교 졸업(1980)[5]
- 서울대학교 자연과학대학 수학과 학사 졸업(1984)
- 예일대학교 수학과 석사, 박사 졸업(1988,1990)

## 경력
- 노스캐롤라이나 주립 대학교 강사(1990~92)
- 버클리 수리과학 연구소 연구원
- 노터데임 대학교 조교수
- 서울대학교 수학과 조교수(1994~98)
- 서울대학교 수리과학부 부교수(1998~2001)[6]
- 고등과학원 수학부 교수(2001~2003)
- 서울대학교 수리과학부 교수(2004~2014)
- Emirates University 교수(2019~2020)[7]
- 한국인문수학연구소(2021~)[8]

## 수상 경력
- 예일대학교 올해의 강사상(1989)[9]
- 제2회 젊은과학자상(부문: 자연과학)(1999)[10]
- 제10회 한국과학상(부문: 수학)(2006)[11]
- 제7회 대한민국최고과학기술인상(2009)[12]
- 2014년 세계 수학자 대회(서울 개최) 초청강연 - 영역 2(대수학, 2014)[13][14]

## 성추행 사건
2014년 7월 28일 밤 서울특별시 광진구 한 유원지 근처의 벤치에서 강석진이 이날 세계수학자대회조직위원회 회식을 마치고 집으로 가던 길에 자신의 업무를 돕던 인턴 여학생을 성추행했다. 강석진은 학생에게 무릎 위에 앉으라고 말하며, 몸을 만졌다. 해당 여학생은 강석진에게 “충격을 받아 힘들다”는 뜻을 전하고 인턴직을 그만뒀다. 관련 첩보를 입수한 경찰은 수사를 벌였고, 2014년 10월 말 이 사건을 검찰에 불구속 송치했다.
2014년 11월 25일 강석진이 본인 명의로 국문, 영문 재직증명서를 2통씩 발급 받았다. 26일 사표를 제출하였고 서울대학교는 24시간도 안 돼 면직처분 방침을 밝혔다가  ‘제 식구 감싸기’라는 비판을 받자, 그때야 이를 번복하고 사표 수리를 하지 않을 것이라고 밝혔다.
2014년 12월 3일 서울북부지방법원 윤태식 영장전담부장판사는 상습강제추행 혐의로 사전구속영장이 청구된 강석진에 대해 “범죄 혐의가 소명되고 도주 및 증거인멸 우려가 있다”며 구속영장을 발부했다. 서울북부지방검찰청 형사3부(부장 윤중기)는 강석진을 인턴과 제자를 성추행한 혐의로 성동구치소에 수감했다. 현직 서울대학교 교수가 성추행 혐의로 구속된 것은 이 사건이 개교 이래 처음이다.
2014년 12월 22일 서울북부지방검찰청은 제자와 인턴을 성추행한 혐의로 강석진을 구속 기소했다. 강석진에게 직접적으로 성추행을 당한 피해자는 6년에 걸쳐 9명으로 확인됐다. 검찰에 따르면 강석진은 2008년부터 2014년 7월까지 6년여간 인턴 여학생과 제자 등 9명을 11회에 걸쳐 몸을 더듬거나 껴안는 등 강제추행한 혐의를 받고 있다. 인턴을 제외한 피해자 8명은 서울대학교 재학생과 졸업생으로, 이 중에는 강석진이 지도교수로 있던 교내 힙합동아리 소속 여학생도 포함돼 있다. 다만 검찰 관계자는 “교수의 지위를 이용해 학생들에게 대가를 요구하거나, 피해자들이 추행을 거부했을 때 불이익을 준 것은 없었다”고 밝혔다. 한편, 강석진은 검찰조사에서 자신의 발언이나 문자메시지는 친근감의 표시라고 진술한 것으로 알려졌다.
2015년 2월 6일, 강석진에 대한 2차 공판이 서울북부지방법원 형사9단독 박준석 판사 심리로 열렸다. 이날 강석진 측은 “혐의를 인정한다”면서도 “제자들과 어울리기 위해 노력한 것”이라 주장했다. 그러나 검찰은 “강 교수의 상습적 추행에 관련된 증거들이 있다”며 학생들의 피해 내용을 공개했다.
이후 교육부 산하 교원소청심사위원회는 서울대학교 교수직에서 파면된 강석진이 교육부에 제출한 파면처분 취소 소청심사 신청을 기각하였다.

## 저서
- 양자군과 결정기저 입문(홍진과 공저, 2002)[25][26]
- 수학의 유혹(2002)
- 축구공 위의 수학자(2002)
- 수학자 위의 축구공(2006)
- 아빠와 함께 수학을(2011)
- 수학의 유혹 2(2011)